# Dañs plinn
Der Dañs plinn (bretonisch dañs tro plin, im Kreis) ist ein traditioneller Tanz aus dem Zentrum der Bretagne. Er wurde früher im Departements Côtes-d'Armor zwischen Rostrenen und Guingamp von Süden nach Norden und zwischen Callac und Quintin von Westen nach Osten praktiziert, also hauptsächlich im ehemaligen Bistum Cornouaille. Dieser Tanz wird heute häufig bei Fest-noz und Bal Folk getanzt.

## Historie
Das Wort plinn oder auch plin leitet sich vom bretonischen Wort plaen ab, was mit platt, Ebene oder auch Kontinuität übersetzt werden kann. Dies verdeutlicht, dass der Tanz mit flachen Füßen getanzt wird. Im südlichen Gebiet wird der Tanz auch als Dañs fañch bezeichnet, benannt nach dem dort üblichen Kopfschmuck fañch.
Über den Dañs plin wurden unterschiedlichste Theorien aufgestellt. Einige glauben, in seiner kreisförmigen Entwicklung die Überreste heidnischer oder sogar druidischer Zeremonien zu erkennen. Die von Jean-Michel Guilcher zwischen 1945 und 1960 durchgeführte Untersuchung (veröffentlicht in seiner Studie „Tradition populaire de la danse en Basse-Bretagne“), machte diesen spekulativen Theorien ein Ende. Der Ethnologe stellt Analogien zu den Branles im Allgemeinen fest, bezweifelt jedoch, dass es sich hierbei um den „berühmten bas-bretonischen Branle“ handelt, der in den Schriften des Mittelalters und der Renaissance erwähnt wird, und zwar aufgrund „seines zu wenig oder zu kürzlich nach Westen ausgedehnten Gebiets, seiner Unvereinbarkeit mit der Analyse von T. Arbeau“. Sein Ursprung ist daher ungewiss, für Georges Paugam handelt es sich um einen Branle in einem konstanten 4/4 Takt.

## Ausgangshaltung
Traditionell ist die paarweise Aufstellung, bei der der Mann seine Partnerin auf seiner rechten Seite führt. Die Tänzer stellen sich in einer langen Kette oder im Kreis auf und fassen sich an den Unterarmen. Der rechte Arm wird hierbei über den linken Arm des rechten Partners gelegt. Die Tänzer blicken in die Kreismitte.

## Grundschritt

Grundschritt Dañs plinn

In einer Suite werden zwei unterschiedliche Grundschritte verwendet für den eigentlichen Dañs Plinn und für den zweiten Teil, dem Ball-Teil (Baleu).

### Ton
Der Tanz wird im 4/4-Takt notiert. Die Schritte unterteilen sich in zwei Teilen:
1. Zwei kleine Sprünge mit beiden Füßen, die eng beieinander gehalten werden (geschlossene Haltung). Beim ersten Sprung bewegt sich der Tänzer ca. 1 Fußbreit nach links. Der zweite Sprung bleibt auf der Stelle.
2. Drei abwechselnde Schritte, beginnend mit rechts, links, rechts; ähnlich einem Branle Double rechts

Im ersten Teil erfolgt eine leichte Bewegung nach links; auf dem zweiten Teil bleibt die Kette am Platz.
Dies ist der strikte Grundschritt. Oft wird aus dem zweiten Sprung nur ein starkes Wippen des Körpers, ohne die Füße in die Luft zu nehmen.

### Baleau
Der Ballteil wird paarweise durchgeführt. Die Tänzer stellen sich paarweise in der Kreuzfassung nebeneinander auf. Die Tänzer blicken entgegen dem Uhrzeigersinn und tanzen entgegen der Richtung des 1. und 3. Teils.
Im Ballteil werden die Promenade und die Figur nacheinander getanzt. In der Promenade bewegen sich die Tänzer in lockerer Form zur Musik ohne konkrete Vorgaben an die Schritte, obwohl es üblich ist, mit dem linken Fuß zu beginnen. Die Arme werden locker im Takt der Musik bewegt.
Die Figur verwendet den gleichen Schritt wie der Ton. Die Links-Bewegung beim ersten Sprung wird dann durch eine Rechts-Bewegung im Rechts-Links-Rechts-Schritt kompensiert. Die Figur wird insgesamt 4-mal getanzt. Das Ende der Figur wird durch ein Hochnehmen des rechten Beins und Markieren auf den Boden beschlossen.

## Suite
Als Suite besteht die Suite plinn aus drei Teilen:
1. Ton simple (Dans plinn)
2. Baleau, ein Paartanz
3. Ton double (Dans plinn)

Im 2. Teil (Ball-Teil) löst sich die Kette auf und es wird paarweise getanzt. Der Mann nimmt die Frau an seiner rechten Seite in die Kreuzfassung und das Paar dreht sich um 90° nach rechts.
Die Melodie besteht aus zwei Teilen. In der Promenade läuft das Paar in Tanzrichtung. Zur Figur bleibt das Paar auf der Stelle und tanzt den Grundschritt auf der Stelle. Die Figur besteht aus 8 Grundschritten. Zum Abschluss einer Figur kann der Mann eine Sprungfigur machen.